# پردیدو (آلاباما)
پردیدو (به انگلیسی: Perdido) یک منطقهٔ مسکونی در ایالات متحده آمریکا است که در شهرستان بالدوین، آلاباما واقع شده‌است. پردیدو ۲۸٫۹۲ کیلومتر مربع مساحت و ۲۲۱ نفر جمعیت دارد و ۶۷٫۰۶ متر بالاتر از سطح دریا واقع شده‌است.